# Соколов, Василий Андреевич
Василий Андреевич Соколо́в (1900—1971) — геолог-нефтяник,.

## Биография
Родился 1 (14 апреля) 1900 года в Москве.
В 1918—1922 годах — служил в РККА.
В 1925 году окончил МГУ имени М. В. Ломоносова. Ещё будучи студентом, заведовал физической лабораторией Радиевого завода.
После окончания МГУ работал в лаборатории Института прикладной минералогии.
С 1934 года — заведующий лабораторией природного газа Института горючих ископаемых и возглавлял отдел и лабораторию Государственного союзного геофизического треста.
В 1940—1964 годах — работал в различных НИИ, связанных с нефтью.
С 1964 года работал в Институте геологии и разработки горючих ископаемых.
Преподавал в МГА и МНИ.
Умер 15 декабря 1971 года в Москве.

## Научная деятельность
Разработчик приборов для определения редких газов в полевых условиях, метода газовой съемки.
Показал возможность выявления «газовых аномалий» по результатам опробования пород.
Считал, что происхождение жизни на Земле связано с эволюцией природных газов.

## Награды и премии
- Сталинская премия второй степени (1950) — за разработку и внедрение в промышленность газовой съёмки и газового каротажа для поисков нефти
- премия имени И. М. Губкина (1972 — посмертно) — за монографию «Геохимия природных газов» (издание 1971 года)